# قضية مشهورة
المشهورات هي القضايا يعترف بها الناس وهي من المقدمات الظنية. وليس المقصود من الناس الاستغراق الحقيقي إذ لا قضية يعترف بها جميع أفراد الإنسان بل العرفي من قرن أو إقليم أو بلدة أو صناعة أو غير ذلك. ولا بد من اعتبار الحيثية أي يحكم بها العقل لأجل اعتراف الناس ليخرج الأوليات، أو يقال بخروجها لكونها من أقسام الظنيات.
وفي مقاليد العلوم هي ما يحكم بهَا لاعتراف النَّاس جَمِيعًا بهَا لمصْلحَة عَامَّة، أَورقة، أَو حمية، أَو انفعالات من عبادات، وَشَرَائِع ، وآداب.